# Sa Figuera
Sa Figuera es un valle montañoso de Mallorca, España, perteneciente íntegramente a Sóller y que lo separa de su puerto.
En sus montañas nace el torrente que lleva el mismo nombre y que desemboca al puerto de Sóller. Su relieve en sí es muy discreto, apenas llega a los 200 metros, rodeado de montañas mayores.
La pluviometría de Sa Figuera siempre es superior a los 700 litros anuales, es decir, más que Sóller gracias en mayor a parte al Puig de Bàlitx, de 560 metros de altura, y al Puig de Sa Comuna. El agua precipitada en estas dos cimas es recogida en parte por Sa Figuera.
La zona de Sa Figuera dónde más actividad hay es en la vertiente del Puerto de Sóller, dado que en la vertiente de Sóller apenas hay edificaciones, a excepción de un pequeño crematorio de basuras.
En esta zona destacan las casas de campo tradicionales, que dan fe de ellas personas tan arraigadas a esta zona de Sóller como Joan Humbert o  Francisca Pocoví.
En 2007, con la construcción en Sóller del Túnel de sa Mola, el acceso a Sa Figuera gana en transeúntes al quedar su base al pie de la rotonda principal del puerto.
- Datos: Q9072413